# Toirão-barrado

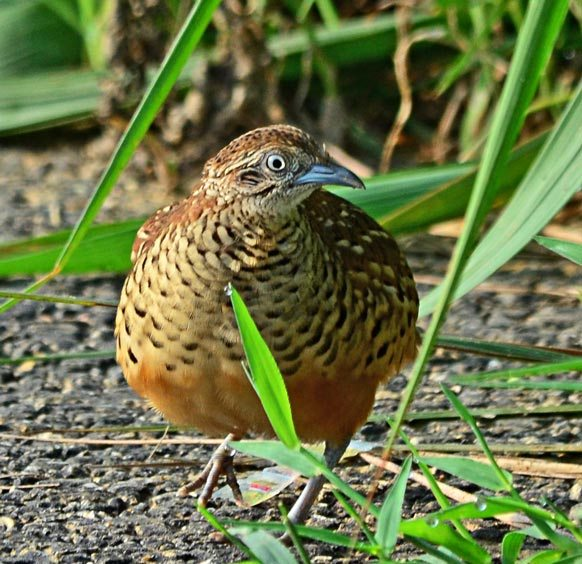
Em Dadri, Uttar Pradesh, Índia

O toirão-barrado (nome científico: Turnix suscitator) é uma ave da família Turnicidae. É residente numa área que se estende desde a Índia através da Ásia tropical até ao sul da China, à Indonésia e às Filipinas.